# Tillandsia rhomboidea
Tillandsia rhomboidea là một loài thuộc chi Tillandsia. Đây là loài bản địa của Bolivia, México, Venezuela và Ecuador.